# Мужская сборная Непала по кабадди
Мужская национальная сборная Непала по кабадди — представляет Непал на международных соревнованиях по кабадди. Управляющей организацией является Ассоциация кабадди Непала (англ. All Nepal Kabaddi Association).

## Результаты выступлений

### Азиатские игры
| Год       | Победы         | Ничьи          | Поражения      | Место          |
| --------- | -------------- | -------------- | -------------- | -------------- |
| 1990      | 1              | 0              | 4              | 4              |
| 1994      | 0              | 0              | 4              | 5              |
| 1998      | 0              | 0              | 6              | 7              |
| 2002—2014 | не участвовали | не участвовали | не участвовали | не участвовали |
| 2018      | 1              | 0              | 4              | 9              |